# Васил Касов
Васил Касов или Касев е български революционер, деец на Вътрешната македоно-одринска революционна организация.

## Биография
Касов е роден в 1880 година в костурското село Загоричани, тогава в Османската империя, днес Василиада, Гърция. Влиза във ВМОРО и е четник при Манол Розов и Лазар Поптрайков. Участва в Илинденско-Преображенското въстание през лятото на 1903 година като войвода на куманичката и чуриловската чета. След въстанието емигрира в България, а оттам в Цариград и Русия. В 1906 година се установява в САЩ.
Дълги години живее в Толидо, Охайо, където е дългогодишен председател на МПО „Васил Чекаларов“. През 1934 година заради световната икономическа криза се премества в Детройт, където членува в МПО „Татковина“ и македоно-българската църковна община. Там умира на 3 май 1939 година, като му е организирано тържествено погребение.